# Од истока до запада
Од истока до запада је концертна турнеја српске поп-фолк певачице Александре Пријовић. Турнеја је започела 28. септембра 2023. у Београдској арени, након објављивања њеног трећег студијског албума Девет живота у јуну исте године. Одржала је концерте и у другим већим градовима у државама југоисточне Европе, као што су Сарајево, Ниш, Загреб, Крагујевац, Бања Лука, Нови Сад, Ријека, Подгорица, Љубљана и Сплит, као и у Немачкој, Швајцарској, Аустрији и Чикагу у САД.
Са турнејом Од истока до запада, Пријовићева је постала први регионални извођач који је успео да распрода неколико узастопних концерата у највећим концертним дворанама у свим већим градовима земаља југоисточне Европе. Имала је културни утицај у региону и сматра се једном од највећих турнеја на Балкану.
На годишњицу првог концерта у Београдској арени, Пријовићева је најавила да ће се турнеја завршити концертом у Београдској арени 22. децембра 2024. године. Карте су се распродале за један дан. У наредним данима, најавила је да ће пред концерт у Београдској арени поново наступати и у Арени Загреб и Зетри у Сарајеву, где је претходно, као и у Београду, одржала неколико концерата заредом. Нагласила је да ће у сва три града за крај наступати само још једном, тј. да неће бити додатних датума, као и да ће након краја турнеје направити паузу.

## Позадина
У фебруару 2023. године, Пријовићева је путем друштвених мрежа објавила да ће кренути на своју дебитантску концертну турнеју Од истока до запада, са првим концертом 29. септембра 2023. у Београдској арени. Карте за концерт су пуштене у продају истог дана када је потврдила турнеју. Три месеца након најаве концерта у Београду, Пријовићева је најавила концерте у Сарајеву у Зетри за 28. октобар и у Загребу у Арени Загреб за 1. децембар исте године. Пријовићева је 3. јула 2023. одржала конференцију за штампу у Београду, где је због велике потражње и брзе продаје карата објавила датум другог концерта у Београдској арени — 30. септембра 2023. године.
После само два месеца од најаве, Пријовићева је распродала концерт у Арени Загреб и заказала други концерт у том простору за 2. децембар 2023. године. Она се путем свог налога на Инстаграму захвалила обожаваоцима на љубави коју добија и распроданим салама, а најавила је и трећи концерт у Београдској арени за 28. септембар 2023. године. Како је објаснила, распоред у арени је био густ и пребукиран, па је једина опција била да се трећи концерт закаже пре два концерта која је већ заказала. Ова одлука је наљутила већи број обожавалаца који су купили карте за концерт 29. септембра (првобитни почетак турнеје), па су Пријовићева и њен тим дозволили свима који су купили карте за 29. септембар да их замене за 28. септембар. За само осам месеци певачица је заказала укупно 27 концерата у највећим регионалним аренама. Због велике гужве, страницама за продају карата у Србији (EFinity и Tickets.rs) пао је систем.

## Пријем
Турнеја Од истока до запада доживела је велики комерцијални успех. Пријовићева је постала прва српска певачица која је распродала три узастопне Београдске арене. Наводно је зарадила око милион евра продајом 45.000 карата за три почетна концерта у Београду. Штавише, распродајом четири, а потом и пет узастопних загребачких арена постала је „регионални феномен”, наводи N1, а Index.hr ју је назвао „једином фолк дивом нове генерације”. У октобру 2023. године, Пријовићева је разговарала о успеху своје прве концертне турнеје у ток-шоу емисији коју је емитовала Хрватска радио-телевизија, што је био преседан за српску поп-фолк певачицу. Словеначки N1 је Пријовићеву назвао и „балканском Тејлор Свифт”, упоређујући успех њене турнеје са турнејом The Eras Tour Свифтове.
Самостална демократска српска странка (СДСС) у својој кампањи за хрватске парламентарне изборе 2024. године, која је носила слоган „Хрватска треба Србе јер...”, СДСС се осврнула на загребачке концерте Пријовићеве у једном од њихових билборда, исписујући: „Хрватска треба Србе јер пуна арена прија свима”, алудирајући на Пријовићкин надимак „Прија”.

## Сет-листа
Следећа сет-листа је са концерта 30. септембра 2023. године у Београду. Не представља све концерте турнеје.
1. „За нас касно је”
2. „Тестамент”
3. „Ја сам одлично”
4. „Јавно место”
5. „Тотална анестезија”
6. „Кућа страве”
7. „Марш”
8. „Сенке”
9. „Клизав под”
10. „Лудница” (са Дејаном Костићем)
11. „Дам дам дам”
12. „Звер”
13. „Легитимно”
14. „Сепаре”
15. „Девет живота”
16. „Плацебо”
17. „Психо”
18. „Дугујеш ми два живота”
19. „Све по старом”
20. „Литар вина, литар крви”
21. „Ко си ти” (са Сашом Матићем)
22. „Звук тишине”
23. „Саботирам”
24. „Светло”
25. „Тело”
26. „Први си почео”
27. „Богата сиротиња”
28. „Следећа”
29. „Сачувај тајну” (песма Душка Кулиша)
30. „Ти мене не волиш” (песма Османа Хаџића)
31. „Није мене душо убило” (песма Горана Димитријадиса Диме)
32. „Ружица си била” (песма Бијелог дугмета)
33. „Југословенка” (песма Лепе Брене)
34. „Ја сам одлично” (реприза)
35. „Дам дам дам” (реприза)
36. „Звук тишине” (реприза)
37. „Психо” (реприза)
38. „За нас касно је” (реприза, рефрен)

## Списак концерата
| Датум               | Град         | Држава                    | Место одржавања         | Присуство |
| ------------------- | ------------ | ------------------------- | ----------------------- | --------- |
| 28. септембар 2023. | Београд      | Србија                    | Београдска арена        | 50.000    |
| 29. септембар 2023. | Београд      | Србија                    | Београдска арена        | 50.000    |
| 30. септембар 2023. | Београд      | Србија                    | Београдска арена        | 50.000    |
| 28. октобар 2023.   | Сарајево     | Босна и Херцеговина       | Зетра                   | 40.000    |
| 29. октобар 2023.   | Сарајево     | Босна и Херцеговина       | Зетра                   | 40.000    |
| 30. октобар 2023.   | Сарајево     | Босна и Херцеговина       | Зетра                   | 40.000    |
| 10. новембар 2023.  | Ниш          | Србија                    | Хала Чаир               | 16.000    |
| 11. новембар 2023.  | Ниш          | Србија                    | Хала Чаир               | 16.000    |
| 12. новембар 2023.  | Ниш          | Србија                    | Хала Чаир               | 16.000    |
| 1. децембар 2023.   | Загреб       | Хрватска                  | Арена Загреб            | 87.000    |
| 2. децембар 2023.   | Загреб       | Хрватска                  | Арена Загреб            | 87.000    |
| 3. децембар 2023.   | Загреб       | Хрватска                  | Арена Загреб            | 87.000    |
| 4. децембар 2023.   | Загреб       | Хрватска                  | Арена Загреб            | 87.000    |
| 6. децембар 2023.   | Загреб       | Хрватска                  | Арена Загреб            | 87.000    |
| 22. децембар 2023.  | Тузла        | Босна и Херцеговина       | Дворана Мејдан          | 12.000    |
| 23. децембар 2023.  | Тузла        | Босна и Херцеговина       | Дворана Мејдан          | 12.000    |
| 13. фебруар 2024.   | Осијек       | Хрватска                  | Дворана Градски врт     | 17.000    |
| 14. фебруар 2024.   | Осијек       | Хрватска                  | Дворана Градски врт     | 17.000    |
| 15. фебруар 2024.   | Осијек       | Хрватска                  | Дворана Градски врт     | 17.000    |
| 17. фебруар 2024.   | Осијек       | Хрватска                  | Дворана Градски врт     | 17.000    |
| 18. фебруар 2024.   | Осијек       | Хрватска                  | Дворана Градски врт     | 17.000    |
| 20. март 2024.      | Крагујевац   | Србија                    | Хала Језеро             | 3.500     |
| 26. март 2024.      | Вршац        | Србија                    | Центар Миленијум        | 4.000     |
| 28. март 2024.      | Бања Лука    | Босна и Херцеговина       | Спортска дворана Борик  | 12.000    |
| 29. март 2024.      | Бања Лука    | Босна и Херцеговина       | Спортска дворана Борик  | 12.000    |
| 31. март 2024.      | Бања Лука    | Босна и Херцеговина       | Спортска дворана Борик  | 12.000    |
| 5. април 2024.      | Нови Сад     | Србија                    | Спенс                   | 20.000    |
| 6. април 2024.      | Нови Сад     | Србија                    | Спенс                   | 20.000    |
| 7. април 2024.      | Нови Сад     | Србија                    | Спенс                   | 20.000    |
| 12. април 2024.     | Зеница       | Босна и Херцеговина       | Зеничка арена           | 6.000     |
| 14. април 2024.     | Ријека       | Хрватска                  | Центар Замет            | 9.300     |
| 15. април 2024.     | Ријека       | Хрватска                  | Центар Замет            | 9.300     |
| 16. април 2024.     | Ријека       | Хрватска                  | Центар Замет            | 9.300     |
| 19. април 2024.     | Подгорица    | Црна Гора                 | Спортски центар Морача  | 11.000    |
| 20. април 2024.     | Подгорица    | Црна Гора                 | Спортски центар Морача  | 11.000    |
| 26. април 2024.     | Вараждин     | Хрватска                  | Арена Вараждин          | 11.500    |
| 27. април 2024.     | Вараждин     | Хрватска                  | Арена Вараждин          | 11.500    |
| 28. април 2024.     | Вараждин     | Хрватска                  | Арена Вараждин          | 11.500    |
| 10. мај 2024.       | Љубљана      | Словенија                 | Арена Стожице           | 10.000    |
| 7. јун 2024.        | Задар        | Хрватска                  | Дворана Крешимир Ћосић  | 5.700     |
| 19. јул 2024.       | Брчко        | Босна и Херцеговина       | Музичка арена           | 3.000     |
| 21. јул 2024.       | Будва        | Црна Гора                 |                         | 4.000     |
| 28. јул 2024.       | Будва        | Црна Гора                 | 4.000                   |           |
| 1. август 2024.     | Охрид        | Северна Македонија        | Стадион Биљанини извори | 25.000    |
| 4. август 2024.     | Будва        | Црна Гора                 |                         | 4.800     |
| 8. август 2024.     | Добој        | Босна и Херцеговина       | Рукометни стадион       | 4.000     |
| 14. август 2024.    | Врњачка Бања | Србија                    | Стадион Коцка           | 2.500     |
| 17. август 2024.    | Требиње      | Босна и Херцеговина       | Град Сунца              | 4.000     |
| 7. септембар 2024.  | Франкфурт    | Немачка                   |                         | 5.000     |
| 13. септембар 2024. | Цирих        | Швајцарска                |                         | 2.500     |
| 14. септембар 2024. | Цирих        | Швајцарска                | 2.500                   |           |
| 28. септембар 2024. | Минхен       | Немачка                   |                         | 5.500     |
| 4. октобар 2024.    | Беч          | Аустрија                  |                         | 2.500     |
| 5. октобар 2024.    | Беч          | Аустрија                  | 2.500                   |           |
| 6. октобар 2024.    | Беч          | Аустрија                  | 2.500                   |           |
| 12. октобар 2024.   | Келн         | Немачка                   |                         | 4.500     |
| 9. новембар 2024.   | Сплит        | Хрватска                  | Арена Грипе             | 9.500     |
| 10. новембар 2024.  | Сплит        | Хрватска                  | Арена Грипе             | 9.500     |
| 22. новембар 2024.  | Скопље       | Северна Македонија        | Арена Јане Сандански    | 8.000     |
| 25. новембар 2024.  | Загреб       | Хрватска                  | Арена Загреб            | 18.000    |
| 30. новембар 2024.  | Чикаго       | Сједињене Америчке Државе |                         | 5.000     |
| 6. децембар 2024.   | Сарајево     | Босна и Херцеговина       | Зетра                   | 11.000    |
| 22. децембар 2024.  | Београд      | Србија                    | Београдска арена        | 25.000    |
| Укупно              | Укупно       | Укупно                    | Укупно                  | 584.000   |